# Cerkev svatého Kosmy a Damiána (Vyšný Komárnik)
Cerkev svatých Kosmy a Damiána ve Vyšném Komárniku je dřevěná řeckokatolická filiální cerkev postavená v roce 1924 ve slovenské obci Vyšný Komárnik v okrese Svidník. Patří do farnosti Krajná Bystrá, děkanátu Svidník v archeparchii prešovské slovenské řeckokatolické církve.

## Architektura a vybavení
Cerkev byla postavena v roce 1924 na místě předchozího kostela. Datum výstavby je uvedeno nad vchodem do babince.
Jedná se o dřevěnou, stavbu sestávající ze tří částí, jimi jsou presbytář, loď a babinec; všechny mají čtvercový půdorys. Věž na západní straně je konstrukce z dřevěných pilířů a trámů, rozdělená stropy na tři podlaží, zakončená cibulovou bání a jehlanovou vížkou. Nad lodí a kněžištěm jednoplášťová šindelová střecha se dvěma věžičkami.
Hlavní oltář je v kněžišti. Loď ukončuje ikonostas z doby výstavby kostela, v horní části zdobený bohatým zlatým rostlinným ornamentem.

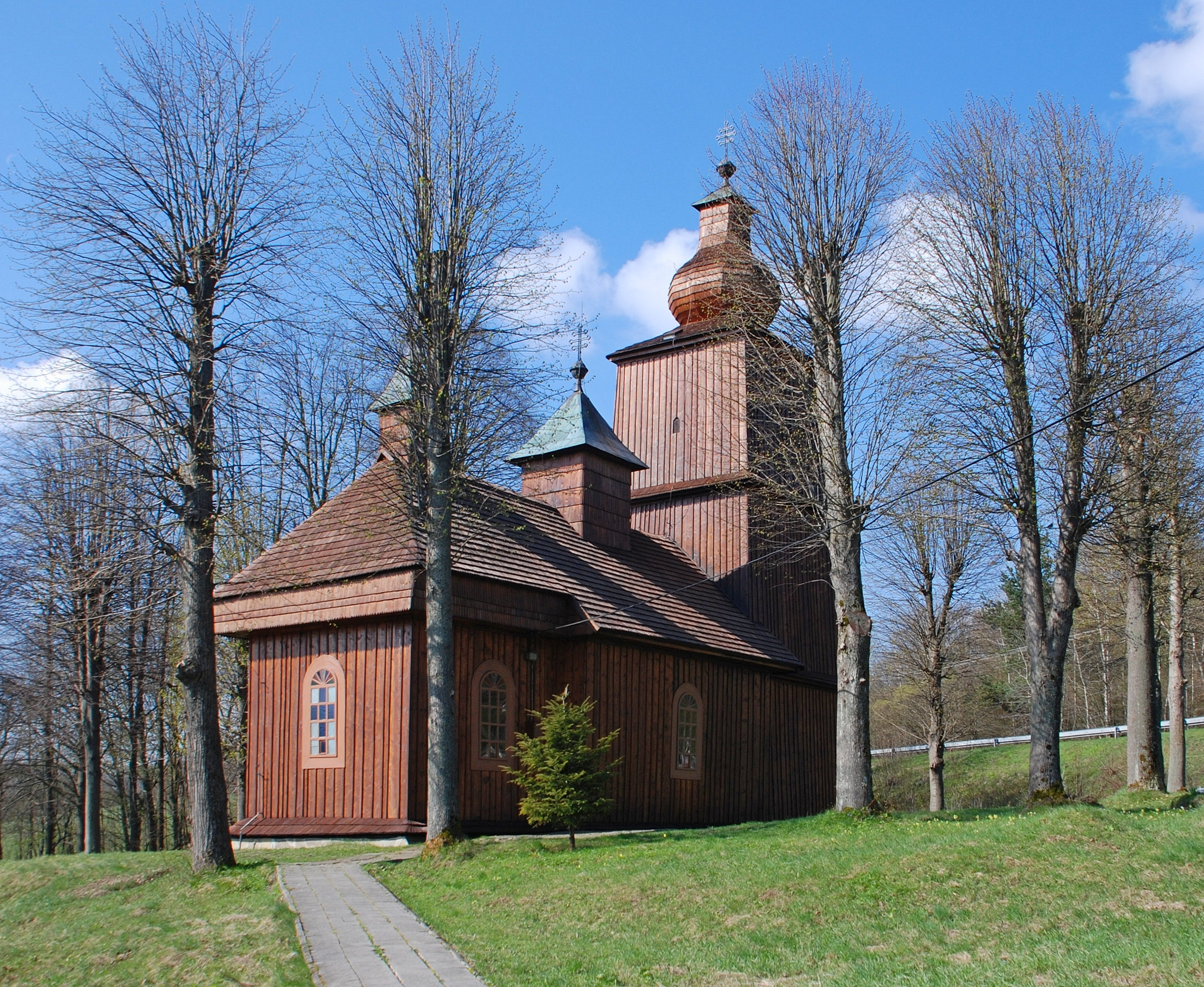
Pohled z presbytáře
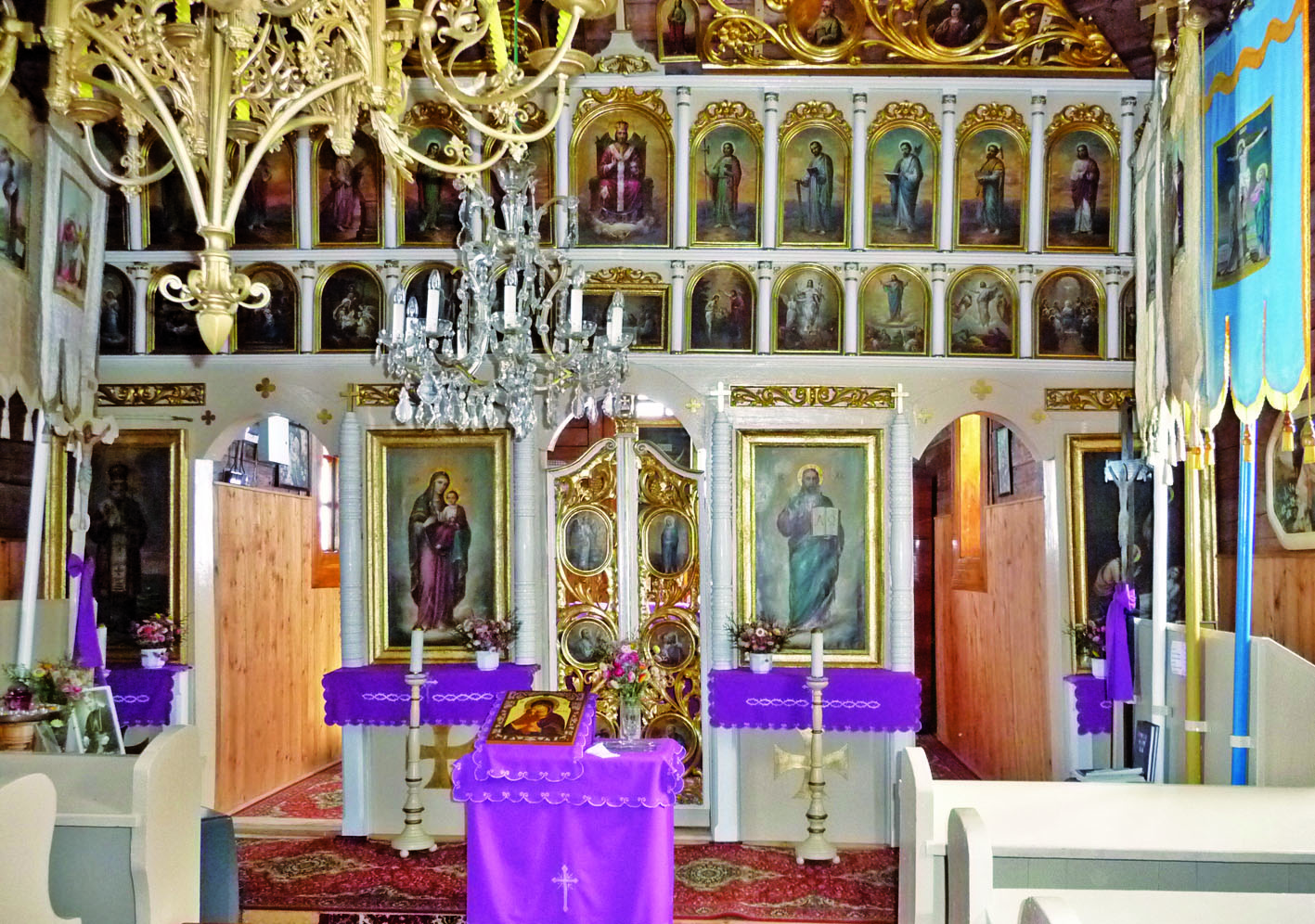
Ikonostas
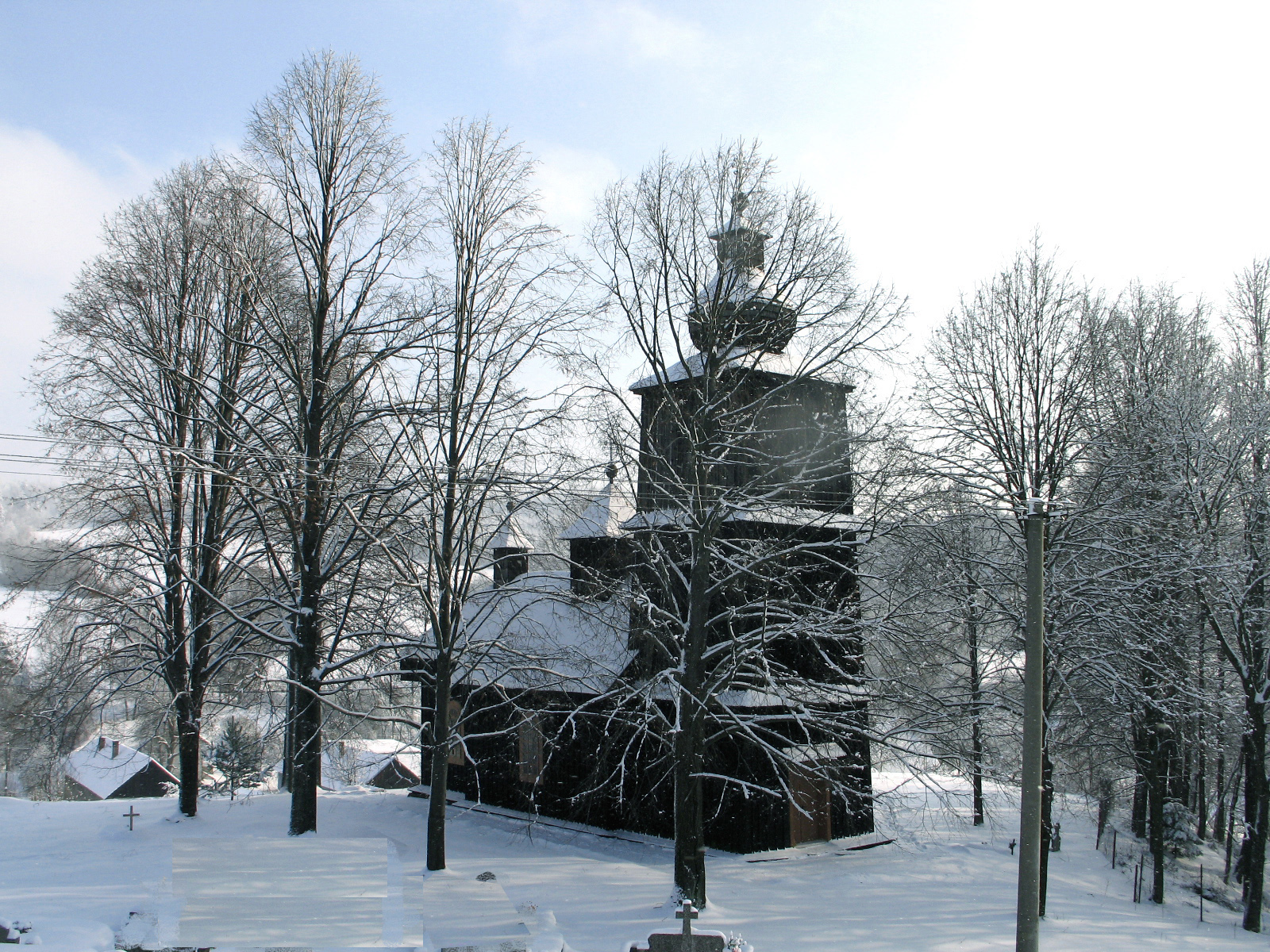
Čelní průčelí
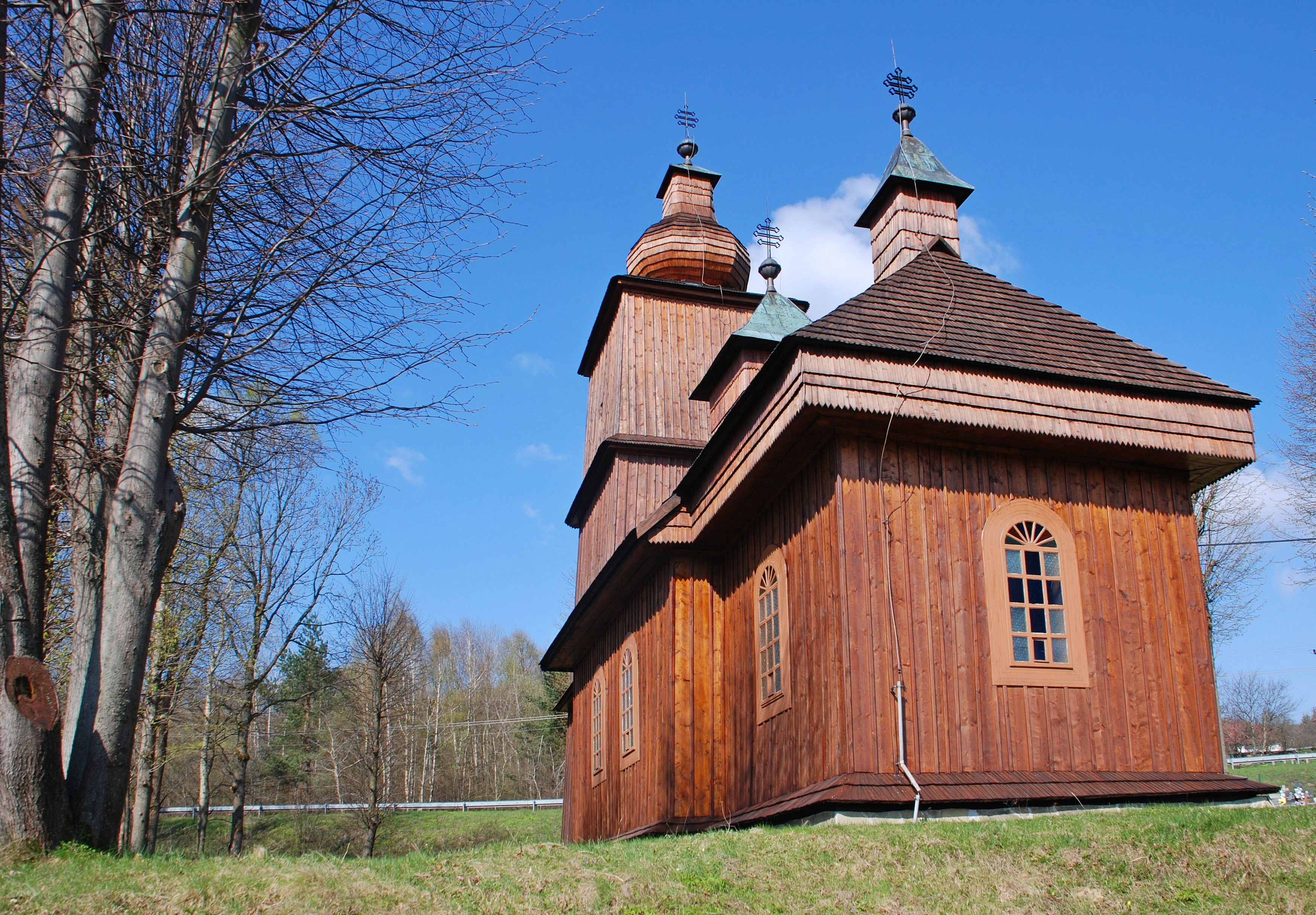
Presbyterium
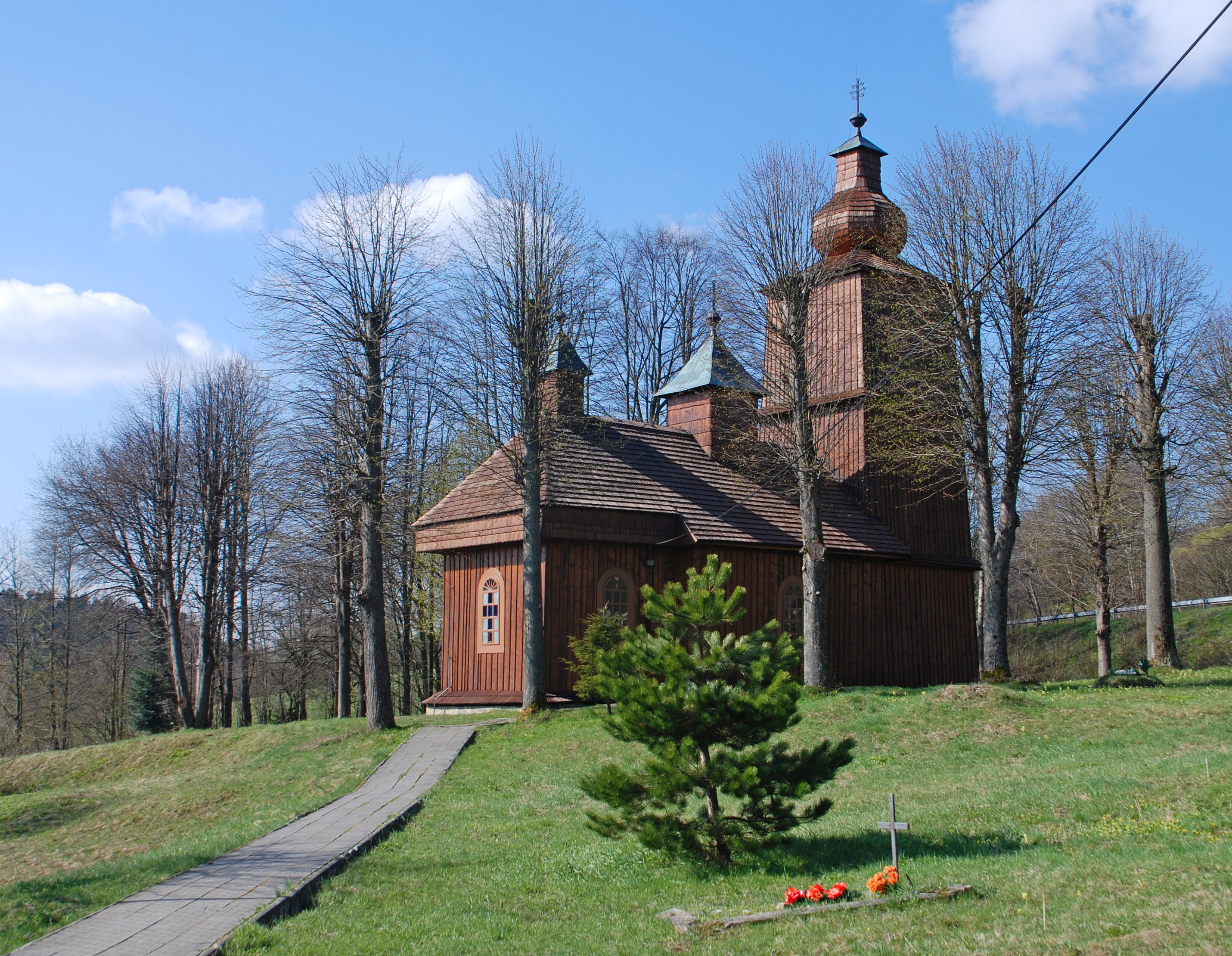
Celkový pohled
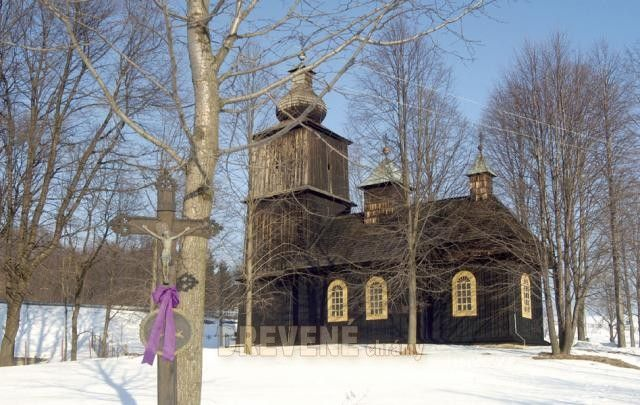
Chrám v zimě